# Бета-функција
У математици, бета-функција, позната и као Ојлеров интеграл прве врсте, је специјална функција два комплексна аргумента, дефинисана за {\displaystyle \Re (x),\Re (y)>0} интегралом 
Доказује се да се бета-функција може изразити у зависности од гама-функције као 
 одакле се даље изводе сва њена својства. Посебно, за природне бројеве m и n je 
 тако да се може рећи да бета-функција уопштава биномне коефицијенте. Горња основна релација даје и аналитичко продужење бета-функције до мероморфне функције, дефинисане за све комплексне бројеве x и y, осим полова кад год је један од бројева x, y, или {\displaystyle x+y} непозитиван цео број.
Бета-функција је очигледно симетрична, односно {\displaystyle \mathrm {B} (x,y)=\mathrm {B} (y,x)}. Друга важна својства су тригонометријски облик 
 и алтернативни интегрални облик 
Као и биномни коефицијенти, и бета-функција задовољава низ рекурентних једнакости, на пример {\displaystyle \mathrm {B} (x,y)=\mathrm {B} (x+1,y)+\mathrm {B} (x,y+1)}.

Бета-функција је од великог значаја у Математичкој Анализи, Вероватноћи и статистици, Теорији Бројева, Комбинаторици и другим областима Математике, те у Физици, техници и другим областима.
Са апстрактне алгебарске тачке гледишта, интеграл којим се дефинише бета-функција представља адитивну конволуцију два мултипликативна карактера поља реалних бројева {\displaystyle {\mathbb {R} }}. На тај начин своју бета-функцију има, на пример, свако нормирано локално поље.
Види још: непотпуна бета-функција.

## Доказ релацијеB(x,y)=Γ(x)Γ(y)/Γ(x+y){\displaystyle \mathrm {B} (x,y)=\Gamma (x)\Gamma (y)/\Gamma (x+y)}
Према дефиницији гама-функције, имамо 
Овај двоструки–поновљени интеграл по {\displaystyle {\mathbb {R} }^{+}}, можемо према Фубинијевој теореми заменити двојним по {\displaystyle {\mathbb {R} }^{+}\times {\mathbb {R} }^{+}}, у којем затим уводимо смену {\displaystyle w=u+v}. Користећи поново Фубинијеву теорему да заменимо двојни интеграл поновљеним, сада по новим променљивим u и w, добијамо

Коначно, увођењем смене {\displaystyle u=wt} у унутрашњем интегралу, следи 